# Metallichroma basilewskyi
Metallichroma basilewskyi är en skalbaggsart som beskrevs av Pierre Lepesme och Stefan von Breuning 1955. Metallichroma basilewskyi ingår i släktet Metallichroma och familjen långhorningar. Inga underarter finns listade i Catalogue of Life.